# تريباراديسوس

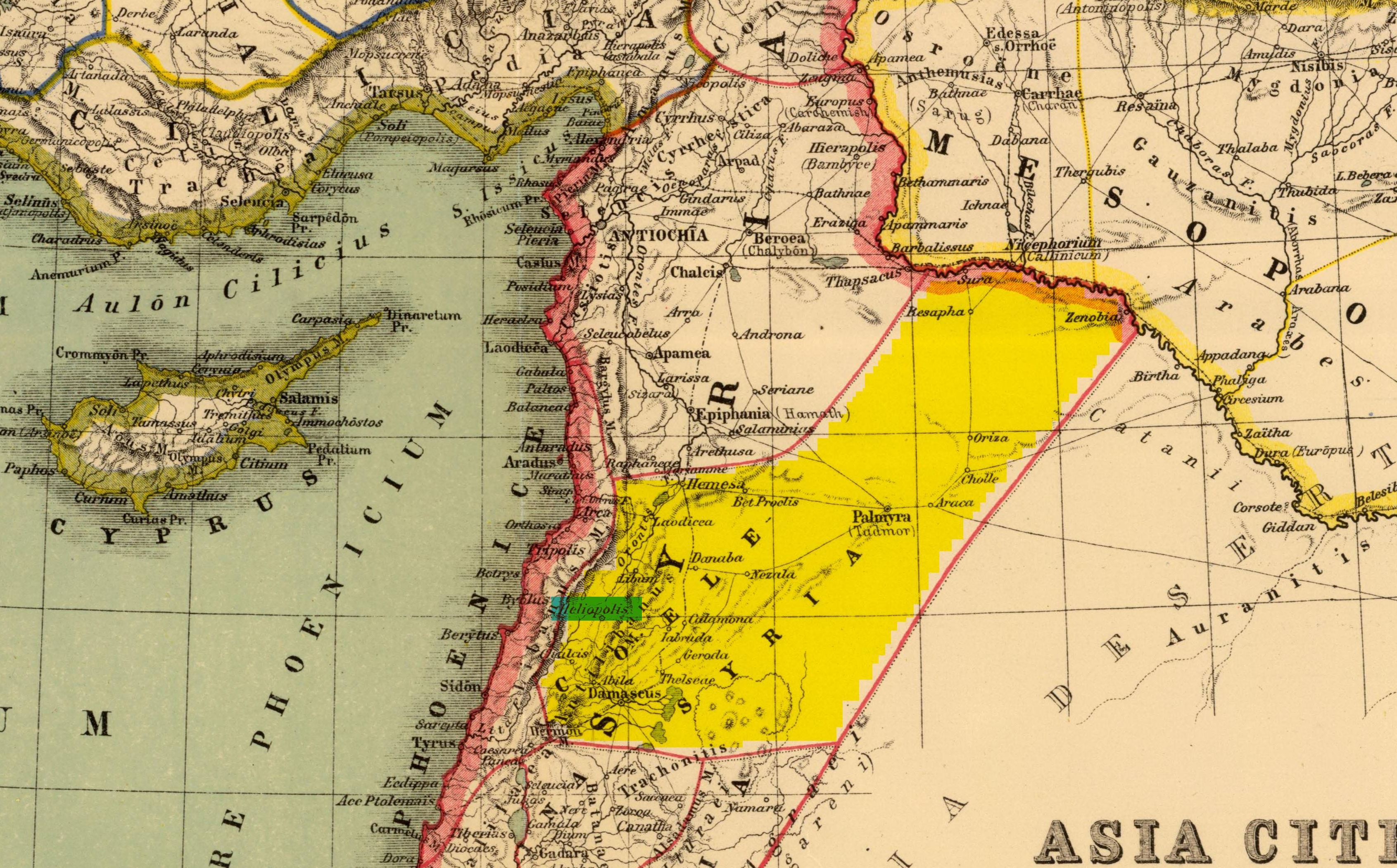

تريباراديسوس (باليونانية: Τριπαράδεισος)‏ كانت مستوطنة في لبنان بالقرب من منابع نهر العاصي.
كان المكان الذي وقعت فيه اتفاقية تريباراديسوس، حيث قسمت إمبراطورية الإسكندر الأكبر بين جنرالاته في 321 قبل الميلاد. قيل أنها كانت في موقع بعلبك الحديثة.

## روابط خارجية
- Livius.org